# Börje Ekholm
Börje Ekholm (Edsbruk, 1963) es un ejecutivo de negocios de procedencia sueca que desde enero de 2017, desempeña el rol de CEO en la multinacional de telecomunicaciones Ericsson. Antes de su nombramiento, fue director ejecutivo en Patricia Industries, y entre 2005 y 2015 fue director general de Investor AB. También es miembro de las juntas directivas de Alibaba, Nasdaq, Inc., Trimble y el Royal Institute of Technology. Estudió la secundaria en el gimnasio Västerviks, posteriormente se  graduó en 1988 con una Maestría en Ingeniería Eléctrica del Real Instituto de Tecnología en Estocolmo, Suecia y finalmente, obtuvo una Maestría en Administración de Empresas de INSEAD.